# Huîtrier
Haematopus
Famille
Genre

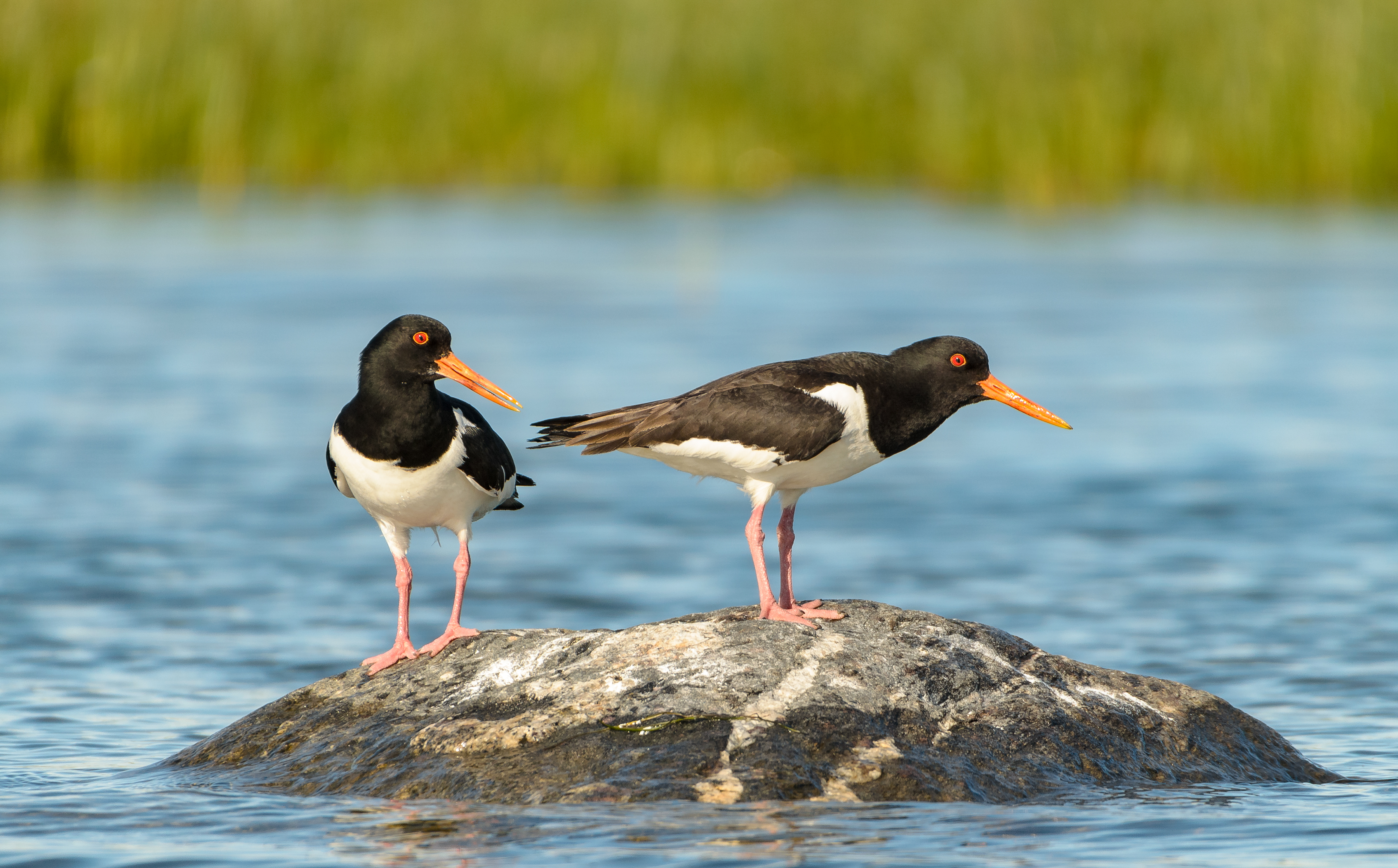
Deux huîtriers.

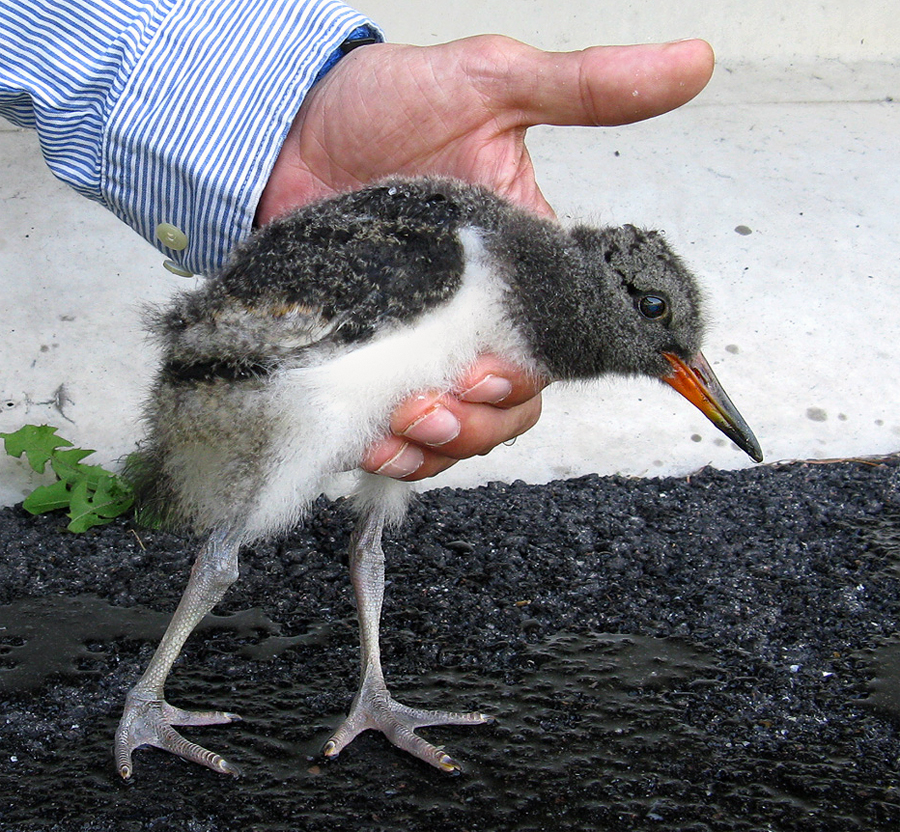
Juvénile.

Haematopus, l’Huîtrier, est un genre d’oiseaux, le seul de la famille des Hematopodidae (ou Hématopodidés). Il comporte 12 espèces. Ce sont des limicoles de taille moyenne (de 40 à 51 cm), au plumage noir ou blanc et noir, à pattes rosâtres et long bec rouge-orangé. Ils sont cosmopolites, mais absents des régions polaires et faiblement représentés dans les parties tropicales d'Afrique et d'Asie. Ils fréquentent principalement le littoral, mais on les trouve également à l'intérieur des terres en Eurasie et en Nouvelle-Zélande.

## Position systématique
Cette famille a temporairement été considérée, dans la phylogénie de Sibley et Monroe, comme une tribu (Haematopodini) appartenant à la famille des charadriidés (dans la sous-famille des Recurvirostrinae avec les avocettes et les échasses).

## Liste des espèces
D'après la classification de référence (version 14.1, 2024)de l'Union internationale des ornithologues, il y a 12 espèces de Haematopodidae réparties en 1 genre (ordre philogénique) :
- Haematopus leucopodus (Garnot, 1826) – Huîtrier de Garnot ;
- Haematopus ater (Vieillot, 1825) – Huîtrier noir ;
- Haematopus bachmani (Audubon, 1838) – Huîtrier de Bachman ;
- Haematopus palliatus (Temminck, 1820) – Huîtrier d'Amérique ;
- † Haematopus meadewaldoi (Bannerman, 1913) – Huîtrier des Canaries ;
- Haematopus moquini (Bonaparte, 1856) – Huîtrier de Moquin ;
- Haematopus ostralegus (Linnaeus, 1758) – Huîtrier pie ;
- Haematopus finschi (Martens, GH, 1897) – Huîtrier de Finsch ;
- Haematopus longirostris (Vieillot, 1817) – Huîtrier à long bec ;
- Haematopus unicolor (Forster, JR, 1844) – Huîtrier variable ;
- Haematopus chathamensis (Hartert, EJO, 1927) – Huîtrier des Chatham ;
- Haematopus fuliginosus (Gould, 1845) – Huîtrier fuligineux.

Espèce éteinte :
- Huîtrier des Canaries — †Haematopus meadewaldoi (Bannerman, 1913)

### FamilleHaematopodidae
- (en) Congrès ornithologique international : Haematopodidae dans l'ordre Charadriiformes
- (en) Zoonomen Nomenclature Resource (Alan P. Peterson) : Haematopodidae  dans Charadriiformes
- (fr) Oiseaux.net : Haematopodidae
- (en) NCBI : Haematopodidae (taxons inclus)

### GenreHaematopus
- (en) Zoonomen Nomenclature Resource (Alan P. Peterson) : 'Haematopus'  dans Charadriiformes
- (en) Paleobiology Database : Haematopus  Linnaeus 1758
- (en) NCBI : Haematopus (taxons inclus)